# Vojislav Marinković
Dr. Vojislav Marinković cyrilicí Војислав Маринковић (13. května 1876 Bělehrad, Srbsko – 18. září 1935 Bělehrad, Srbsko) byl srbský politik, diplomat a druhý jugoslávský premiér.

## Život a související politická činnost
Marinković se narodil v Bělehradě, kde také absolvoval střední průmyslovou školu a právnickou fakultu (Bělehradská univerzita). Disertaci získal na katedře politických a ekonomických věd v Paříži. Od roku 1901 pracoval jako úředník na ministerstvu financí.
Politickou kariéru nastoupil v roce 1906, kdy se stal poslancem srbského parlamentu za Pokrokovou stranu. V diplomatických službách se začal angažovat v roce 1913, kdy zastupoval Srbsko na pařížské konferenci pro finanční vypořádání balkánských válek. V letech 1914 až 1917 byl ministrem národního hospodářství. V roce 1915 se stal předsedou Pokrokové strany. Z titulu funkce předsedy Pokrokové strany se v roce 1915 podílel na vypracování Korfské deklarace, která hovořila o potřebě sjednocení trojjmeného jihoslovanského národa do jednoho státu v čele s dynastií Karađorđevićů.
Od listopadu do prosince 1918 byl ministrem obchodu koaliční vlády. Pokroková strana se v roce 1919 začlenila do nově vznikající Demokratické strany. Po první světové válce byl členem srbské delegace na mírové konferenci v Paříži (1919–1920). Z titulu funkce ministra vnitra (1921–1922) Marinković začal reformu volebního zákona. Od 27. července do 6. listopadu 1924 a od 17. dubna 1927 do 4. dubna 1932 byl ministrem zahraničních věcí.
V letech 1929 až 1932 zastupoval Jugoslávii v rámci orgánů Společnosti národů, v roce 1930 byl předsedou této organizace.
Na jaře 1932 jmenoval král Alexandr Marinkoviće do funkce předsedy vlády. Marinković chtěl vykonávat funkci v moderním evropském stylu a pokusil se také vytvořit novou politickou stranu. Marinković, který byl nejen premiérem, ale stále také ministrem zahraničí, se podílel na přípravách Balkánské dohody a organizačního paktu Malé dohody. Oba dokumenty však byly podepsány až po jeho demisi, jeho vláda padla po třech měsících. Politická strana, kterou chtěl vytvořit – Jugoslávská radikální selská demokracie – sice vznikla, ale nikdy nezískala faktický vliv. Od 22. října do 20. prosince 1934 byl ministrem bez portfeje v Uzunovićově vládě.
Marinković měl za manželku Annu Lozanićovou (1881–1973), dceru srbského chemika a prvního rektora bělehradské univerzity Sima Lozaniće. Vojislav Marinković zemřel bezdětný 18. září 1935 v Bělehradu.